# Gaibiel
Gaibiel település Spanyolországban, Castellón tartományban. Gaibiel Algimia de Almonacid, Caudiel, Matet, Navajas, Pavías, Vall de Almonacid és Jérica községekkel határos. Lakosainak száma 199 fő (2024).

## Népesség
A település népessége az elmúlt években az alábbi módon változott:
| Lakosok száma | 205  | 197  | 183  | 201  | 196  | 198  | 205  | 188  | 186  | 199  |
|               | 2001 | 2004 | 2006 | 2009 | 2011 | 2014 | 2016 | 2019 | 2021 | 2024 |